# Hande
Hande significa somriure en persa i s'utilitza com a nom de dona en turc. Persones amb el nom Hande inclouen:
- Hande Baladın - jugadora de voleibol turca
- Hande Fırat - presentadora de TV turca
- Hande Kader - activista LGBT turca
- Hande Yener - cantant turca